# Eriococcus etbaicus
Eriococcus etbaicus är en insektsart som beskrevs av De Lotto 1954. Eriococcus etbaicus ingår i släktet Eriococcus och familjen filtsköldlöss.
Artens utbredningsområde är Eritrea. Inga underarter finns listade i Catalogue of Life.